# Arthragrostis clarksoniana
Arthragrostis clarksoniana är en gräsart som beskrevs av Bryan Kenneth Simon. Arthragrostis clarksoniana ingår i släktet Arthragrostis och familjen gräs.
Artens utbredningsområde är Queensland. Inga underarter finns listade i Catalogue of Life.